# Nouvelle-Aquitaine
Nouvelle-Aquitaine (Nederlands: Nieuw-Aquitanië, Baskisch: Akitania Berria, Occitaans: Nòva Aquitània, Poitevin-Saintongeais : Novéle Aguiéne) is een regio van Frankrijk. Deze is op 1 januari 2016 ontstaan door de samenvoeging van de regio's Aquitanië, Limousin en Poitou-Charentes. Op 6 en 13 december 2015 waren er de eerste verkiezingen voor de 183 leden van de eerste Regionale Raad van Aquitaine-Limousin-Poitou-Charentes en de andere nieuwe en ongewijzigde Franse regio's. 

## Naam
De wettekst geeft voorlopige werknamen voor de meeste van de samengevoegde regio's. Hierbij wordt de naam van de voormalige samenstellende regio's gecombineerd, gescheiden door verbindingsstreepjes, in alfabetische volgorde. Hierdoor werd de voorlopige naam Aquitaine-Limousin-Poitou-Charentes. Na verschillende raadplegingen op het internet werd als nieuwe naam Nouvelle-Aquitaine gekozen voor Grande-Aquitaine, Sud-Ouest-Atlantique en kortweg Aquitaine. Deze keuze is op 27 juni 2016 bekrachtigd door de Regionale Raad en op 13 september van dat jaar vastgesteld in een decreet van de Raad van State..

## Departementale indeling van de regio
| Regio's voor 2016                          | Departementen                                  | Zetels |
| ------------------------------------------ | ---------------------------------------------- | ------ |
| Aquitaine Aquitanië                        | 24 Dordogne                                    | 15     |
| Aquitaine Aquitanië                        | 33 Gironde                                     | 48     |
| Aquitaine Aquitanië                        | 40 Landes                                      | 14     |
| Aquitaine Aquitanië                        | 47 Lot-et-Garonne, Lot en Garonne              | 12     |
| Aquitaine Aquitanië                        | 64 Pyrénées-Atlantiques, Atlantische Pyreneeën | 23     |
| Limousin                                   | 19 Corrèze                                     | 10     |
| Limousin                                   | 23 Creuse                                      | 6      |
| Limousin                                   | 87 Haute-Vienne, Boven-Vienne                  | 14     |
| Poitou-Charentes                           | 16 Charente                                    | 13     |
| Poitou-Charentes                           | 17 Charente-Maritime                           | 33     |
| Poitou-Charentes                           | 79 Deux-Sèvres, Twee Sèvres                    | 14     |
| Poitou-Charentes                           | 86 Vienne                                      | 16     |
| Totaal aantal zetels in de Regionale Raad: | Totaal aantal zetels in de Regionale Raad:     | 183    |